# Дюмон-д’Юрвиль (антарктическая станция)
Станция Дюмон-д’Юрвиль (фр. Base Dumont d'Urville) — французская научная антарктическая станция, расположенная на севере Земли Адели, на побережье моря Дюрвиля, в 2600 км от Южного полюса.

## История
Эта часть Антарктиды была открыта в 1840 году французским мореплавателем Жюлем Себастьеном Сезаром Дюмон-Дюрвилем (основной задачей которого был поиск магнитного полюса).
Французское научное освоение Антарктики началось в 1950 году, когда была основана станция Порт-Мартин, названная так в память фотографа экспедиции, умершего в пути к Антарктиде. Эта станция находилась в 60 километрах к западу от мыса Денисон, где 36 лет тому назад была база Моусона.
В 1952 году были произведены детальные геологические исследования скальных обнажений Земли Адели и прибрежных островов. Французы убедились, что здесь зимой почти непрерывно дуют ураганные ветры. В ночь на 23 января 1952 года произошёл пожар, полностью уничтоживший станцию. Зимнее население Порт-Мартина составляло 11 человек в 1950 году и 17 человек в 1951 году. Обошлось без жертв. В тот же год была создана небольшая станция Марре, занимающаяся изучением императорских пингвинов. После пожара она временно стала исполнять обязанности главной базы Земли Адели. Французы, покидая 2 февраля 1953 года свою станцию на острове Петрел у берега Земли Адели, оставили на столе бутылку рома, четыре бокала и букетик засушенных цветов — в знак того, что они когда-нибудь вернутся в эти края.
Позже, 12 января 1956 года, в 62 км к востоку от бывшей базы Порт-Мартин, была основана новая главная база, названная в честь французского мореплавателя и исследователя Жюля Дюмон-д’Юрвиля. Станция стала центром арктических исследований Франции в преддверии международного геофизического года. Оставшиеся на зимовку исследователи антарктической весной, в октябре — ноябре 1956 года, совершили на вездеходах внутриконтинентальный поход и на расстоянии 317 километров от берега в районе Южного магнитного полюса основали небольшую станцию, назвав её станцией Шарко (она проработала два года, а потом была закрыта). С 1956 года и по настоящее время станция Дюмон-д’Юрвиль круглогодично функционирует. На станции осуществляется комплекс научных наблюдений по агрометеорологии, различным разделам геофизики, гляциологии, океанологии, биологии и медицине. На базе используется Лидар, что позволяет анализировать, в частности, изменения в озоновом слое. Служит базой для проведения маршрутных исследований на Земле Адели и в прилегающих районах Восточной Антарктиды.
Население станции в зимнее время около 30 человек, в летнее — до 78 человек. Фактически же станция может принять до 30 человек зимой и до 120 — летом. Транспортное сообщение со станцией осуществляется морским путём и по воздуху. Навигация длится с ноября по март, грузы доставляются, главным образом, ледоколом из порта Хобарт. В зимнее время сообщение, в основном, осуществляется вертолётным транспортом, но из-за обледенения и сильных стоковых ветров часто возникают проблемы. На станции Дюмон д’Юрвиль средняя летняя температура (январь, февраль) варьируется в пределах от −1 °C до +7 °C, а зимняя (июль, август) — от −15 °C до −20 °C (следует учитывать, что станция находится на побережье). С 1980 года предпринимались попытки соорудить аэродром неподалёку от антарктической станции Дюмон д’Юрвиль, но в 1996 году эта идея была отброшена окончательно: расчёты показали, что затраты на его содержание будут слишком велики.
29 октября 2010 года потерпел крушение вертолёт AS350 Ecureuil, направлявшийся с борта научного судна «Астролябия» на станцию Дюмон-д’Юрвиль. В результате погибли четыре гражданина Франции, находившиеся на борту вертолёта — лётчик, механик и двое учёных Французского полярного института Поля-Эмиля Виктора (l’Institut polaire Paul-Emile-Victor, IPEV) со станции Дюмон-д’Юрвиль.

## Интересные факты
- В окрестностях станции французские операторы Лоран Шале и Жером Мезон снимали документальный фильм Люка Жаке «Птицы 2: Путешествие на край света» (фр. La marche de l’empereur, 2005 года) — о жизни императорских пингвинов, каждый год совершающих путешествие вглубь Антарктики, что бы вывести потомство. Фильм выиграл премию «Оскар» 2006 года в номинации «Лучший документальный фильм», премию BMI Film Music Award, а также получил ещё 9 наград[10][11].